# باوسمن (پنسیلوانیا)
باوسمن (به انگلیسی: Bausman) یک منطقهٔ مسکونی در ایالات متحده آمریکا است که در شهرستان لنکستر (پنسیلوانیا) واقع شده‌است.